# Powiat makowski

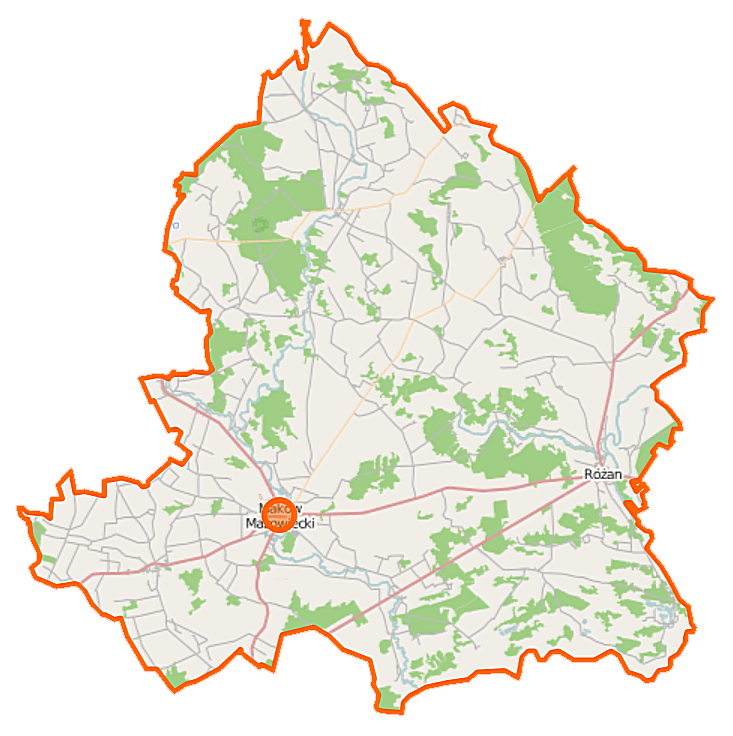
Mapa powiatu

Powiat makowski – powiat w Polsce, w północnej części województwa mazowieckiego, nad rzeką Orzyc. Utworzony w 1999 roku w ramach reformy administracyjnej. Jego siedzibą jest miasto Maków Mazowiecki.
W skład powiatu wchodzą:
- gminy miejskie: Maków Mazowiecki
- gminy miejsko-wiejskie: Różan
- gminy wiejskie: Czerwonka, Karniewo, Krasnosielc, Młynarze, Płoniawy-Bramura, Rzewnie, Sypniewo, Szelków
- miasta: Maków Mazowiecki, Różan

Pierwszym starostą makowskim w III RP został Kazimierz Białobrzeski. Obecnie starostą makowskim jest Mirosław Augustyniak. Wicestarostą jest Agnieszka Dąbrowska-Kot, a w skład zarządu wchodzą: Mirosław Augustyniak, Agnieszka Dąbrowska - Kot, Sławomir Chrzanowski, Grzegorz Łuniewski i Stanisław Strzelecki.
Według danych z 31 grudnia 2019 roku powiat zamieszkiwały 44 892 osoby. Natomiast według danych z 30 czerwca 2020 roku powiat zamieszkiwało 44 667 osób.

## Historia
XVI w.-1795
1795-1866
1866-1918

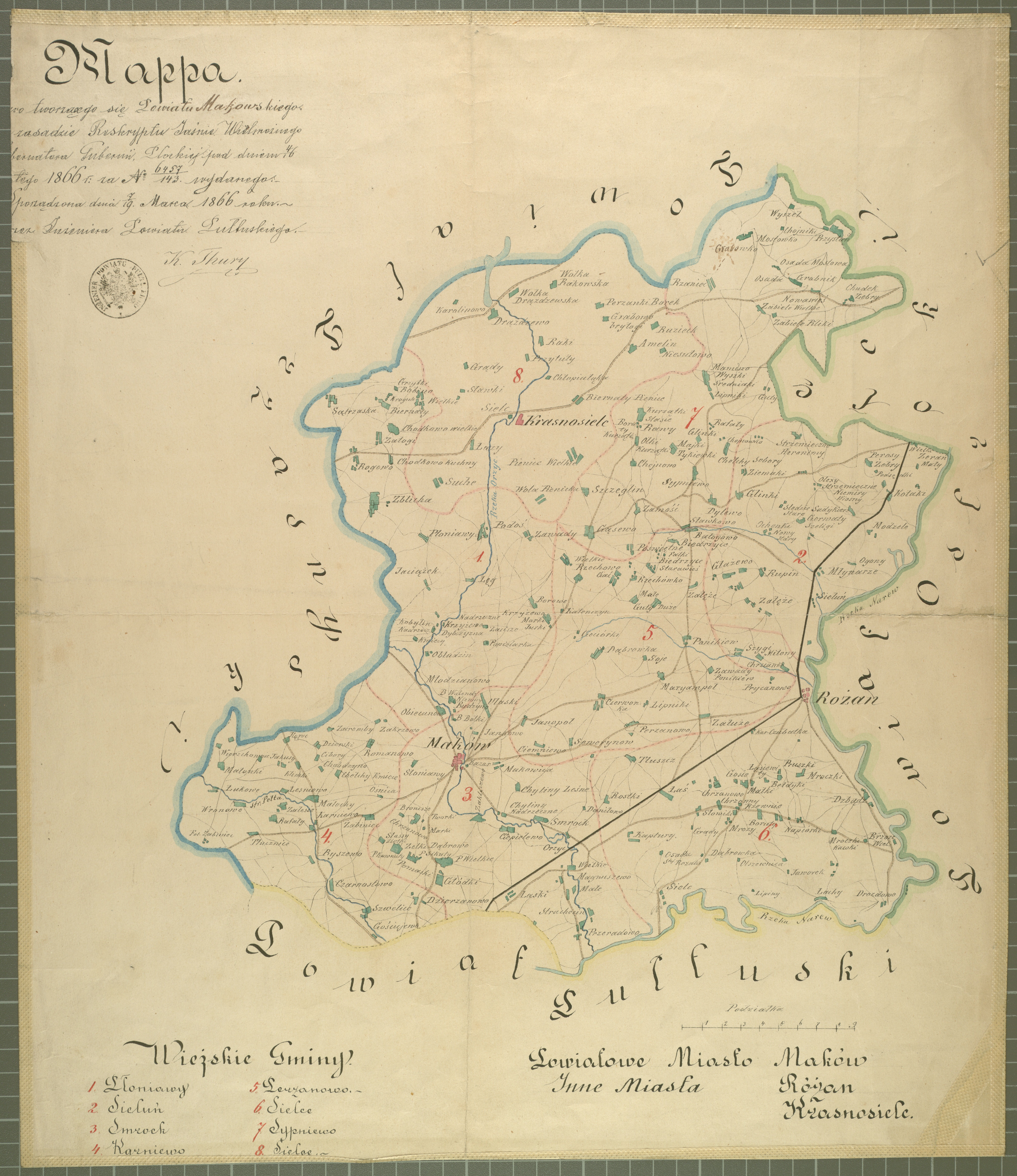
Mapa powiatu makowskiego z 1866 roku.

Ustawa z 19 (31) grudnia 1866 r. o zarządzie gubernialnym i powiatowym w guberniach Królestwa Polskiego powołała do życia powiat makowski. Powiat ten znalazł się w zachodniej części guberni łomżyńskiej. W jego skład weszły trzy miasta: Maków, Różan i Krasnosielc oraz osiem gmin wiejskich: Karniewo, Perzanowo, Płoniawy, Sielc I, Sielc II, Sieluń, Smrock i Sypniewo. W 1868 r. gminę Sielc I przemianowano na gminę Sielc, zaś gminę Sielc II na gminę Białosielc. Kolejne zmiany nastąpiły w 1870 r. Wraz z odebraniem praw miejskich Różanowi i Krasnosielcowi, miejscowości te jako osady wcielono do sąsiadujących z nimi gmin. Różan przyłączono do gminy Sieluń, natomiast Krasnosielc do gminy Białosielc. Mocą tego samego postanowienia gminę Białosielc przemianowano na gminę Krasnosielc.
1919-1939

14 sierpnia 1919 r. na mocy ustawy tymczasowej o organizacji władz administracyjnych II instancji powołano do życia województwo warszawskie. Na obszarze tego województwa utworzono powiat makowski. 17 grudnia 1923 starostą makowskim został Włodzimierz Hendrich.
1939-1945

8 października 1939 r. Adolf Hitler wydał dekret o organizacji i administracji wschodnich terytoriów włączonych do Rzeszy. Zgodnie z tym dekretem 1 listopada 1939 r. (w rzeczywistości stało się to już 26 października) wcielono do III Rzeszy obszar o powierzchni 91 974 km². Wśród dawnych ziem II RP na terenie Rzeszy znalazła się m.in. północna część województwa warszawskiego. Powiat makowski (niem. Landkreis Mackeim) znalazł się w Rejencji ciechanowskiej (niem. Regierungsbezirk Zichenau), która weszła w skład prowincji Prusy Wschodnie (niem. Ostpreußen).
1945-1950

22 sierpnia 1944 r. na mocy dekretu Polskiego Komitetu Wyzwolenia Narodowego przywrócono przedwojenny podział administracyjny Polski, natomiast samorząd terytorialny zorganizowano dekretem Polskiego Komitetu Wyzwolenia Narodowego z dnia 23 listopada 1944 r. o organizacji i zakresie działania samorządu terytorialnego. Powiat makowski, jako jeden z powiatów województwa warszawskiego reaktywowano po wyzwoleniu ziem północnego Mazowsza w zimie 1945 r. Ze względu na zniszczenia wojenne Makowa Mazowieckiego władze powiatu zmuszone były tymczasowo urzędować w Krasnosielcu.
1950-1975

Ustawą z dnia 20 marca 1950 r. o terenowych organach jednolitej władzy państwowej zniesiono samorząd terytorialny w Polsce. Powiaty jako jednostki administracyjne funkcjonowały nadal, lecz organizacja władz powiatowych uległa daleko posuniętym zmianom. Na terenie powiatu makowskiego powołano do życia powiatową radę narodową. Jej organem wykonawczym stało się prezydium powiatowej rady narodowej. Na czele prezydium stał przewodniczący, będący odpowiednikiem wcześniejszego starosty. Ustawą z dnia 22 listopada 1973 r. o zmianie ustawy o radach narodowych wprowadzono instytucję naczelnika powiatu. Powiat makowski istniał do momentu wejścia w życie ustawy z dnia 28 maja 1975 r. o dwustopniowym podziale administracyjnym Państwa oraz o zmianie ustawy o radach narodowych. W wyniku przeprowadzenia wspomnianej reformy administracyjnej z dniem 1 czerwca 1975 r. powstało 49 województw, które zastąpiły 17 dotychczasowych, podzielonych na powiaty. Prawie całe terytorium powiatu makowskiego znalazło się na obszarze województwa ostrołęckiego, jedynie gmina Karniewo znalazła się w województwie ciechanowskim.
1975-1998
od 1999

Ustawą z dnia 24 lipca 1998 r. o wprowadzeniu zasadniczego trójstopniowego podziału terytorialnego państwa przeprowadzono reformę administracyjną w Polsce. Z dniem 1 stycznia 1999 r. powstało 16 województw, które zastąpiły 49 dotychczasowych. Na obszarze województwa mazowieckiego zorganizowano 37 powiatów ziemskich, w tym powiat makowski składający się z 10 gmin. Pierwszym starostą makowskim został Kazimierz Adam Białobrzeski, a przewodniczącym rady powiatu I kadencji Józef Andrzej Stopa.

## Poczet starostów
II Rzeczpospolita
- Zygmunt Młot-Przepałkowski (-1929)

III Rzeczpospolita
- I kadencja (1999-2002) – Kazimierz Adam Białobrzeski (PSL)
- II kadencja (2002-2006) – Kazimierz Adam Białobrzeski (PSL)
- III kadencja (2006-2010) – Zbigniew Roman Deptuła (PSL)
- IV kadencja (2010-2014) – Zbigniew Roman Deptuła (PSL)
- V kadencja (2014-2018) – Zbigniew Roman Deptuła (PSL)
- V kadencja (2018-2023) – Zbigniew Roman Deptuła (PSL)

## Poczet przewodniczących rady powiatu
III Rzeczpospolita
- I kadencja (1999-2002) – Józef Andrzej Stopa
- II kadencja (2002-2006) – Roman Zakrzewski
- III kadencja (2006-2010) – Roman Zakrzewski
- IV kadencja (2010-2014) – Roman Zakrzewski
- V kadencja (2014-2018)- Janusz Gójski

## Demografia

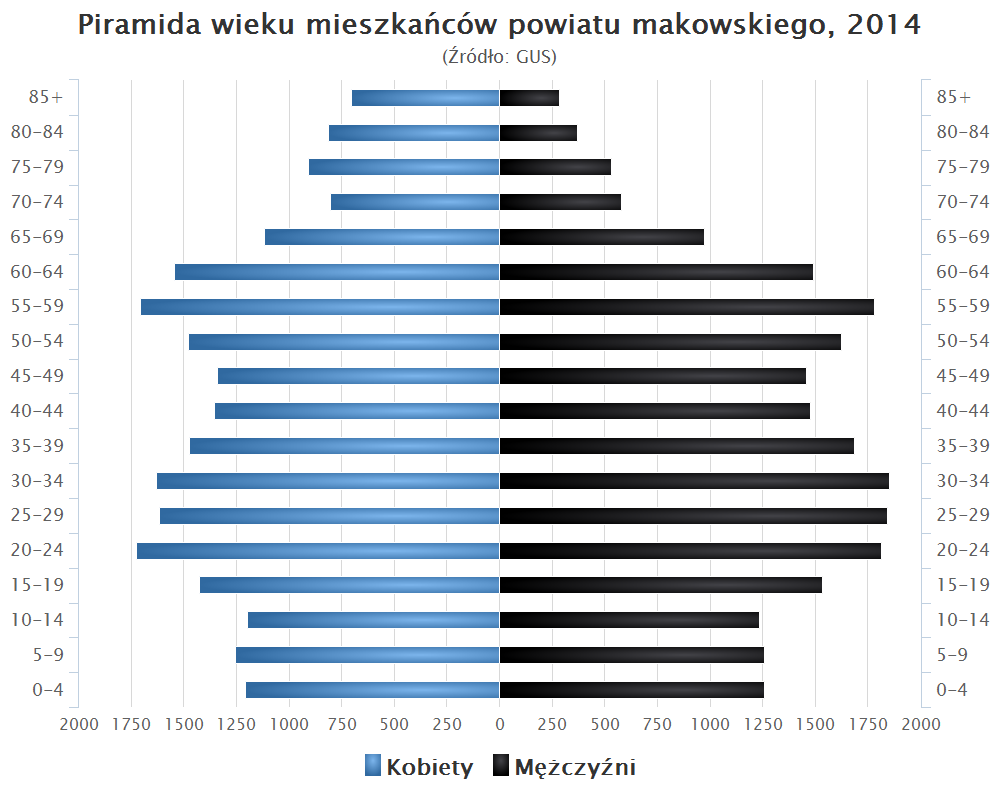
Piramida wieku mieszkańców powiatu makowskiego w 2014 roku

Liczba ludności (dane z 30 czerwca 2016):
|        | Ogółem | Ogółem | Kobiety | Kobiety | Mężczyźni | Mężczyźni |
| osób   | %      | osób   | %       | osób    | %         |           |
| ------ | ------ | ------ | ------- | ------- | --------- | --------- |
| Ogółem | 45 845 | 100    | 23 016  | 50,20   | 22 829    | 49,80     |
| Miasto | 12 674 | 27,65  | 6707    | 14,63   | 5967      | 13,02     |
| Wieś   | 33 171 | 72,35  | 16 309  | 35,57   | 16 862    | 36,78     |

▶Wieś vs ▶miasto
Ogółem (▶k, ▶m)
Miasto (▶k, ▶m)
Wieś (▶k, ▶m)

## Sąsiednie powiaty
- powiat wyszkowski
- powiat pułtuski
- powiat ciechanowski
- powiat przasnyski
- powiat ostrołęcki